# Aleurodiscus
Aleurodiscus là một chi nấm thuộc họ Stereaceae.